# BigLift Shipping
BigLift Shipping is een zwaar-transportrederij met hoofdzetel in Amsterdam. De onderneming is ontstaan uit het in 1973 opgerichte Mammoet Shipping. In 2001 werd Mammoet overgenomen door Van Seumeren. Deze verkocht daarbij direct de scheepvaartactiviteiten aan de Spliethoff Group die sindsdien 100% eigenaar is van het bedrijf. Het werd echter niet toegestaan de naam Mammoet nog langer te gebruiken. De naam werd daarom veranderd in BigLift Shipping. Deze naam was niet geheel toevallig gekozen, reeds in 1972 ontstond het bedrijf Big Lift door de fusie tussen Van der Laan’s Scheepvaart & Handelsmaatschappij en transportbedrijf Van Twist. Dit bedrijf is in 1982 aan Mammoet verkocht.
BigLift Shipping vervoert wereldwijd zeer zware ladingen over zee. Het bedrijf heeft hiervoor een vloot van vijftien gespecialiseerde schepen met een capaciteit tussen de 800 en 2100 ton. Ladingen die vervoerd worden variëren van havenkranen tot apparatuur voor de mijnindustrie en offshore.

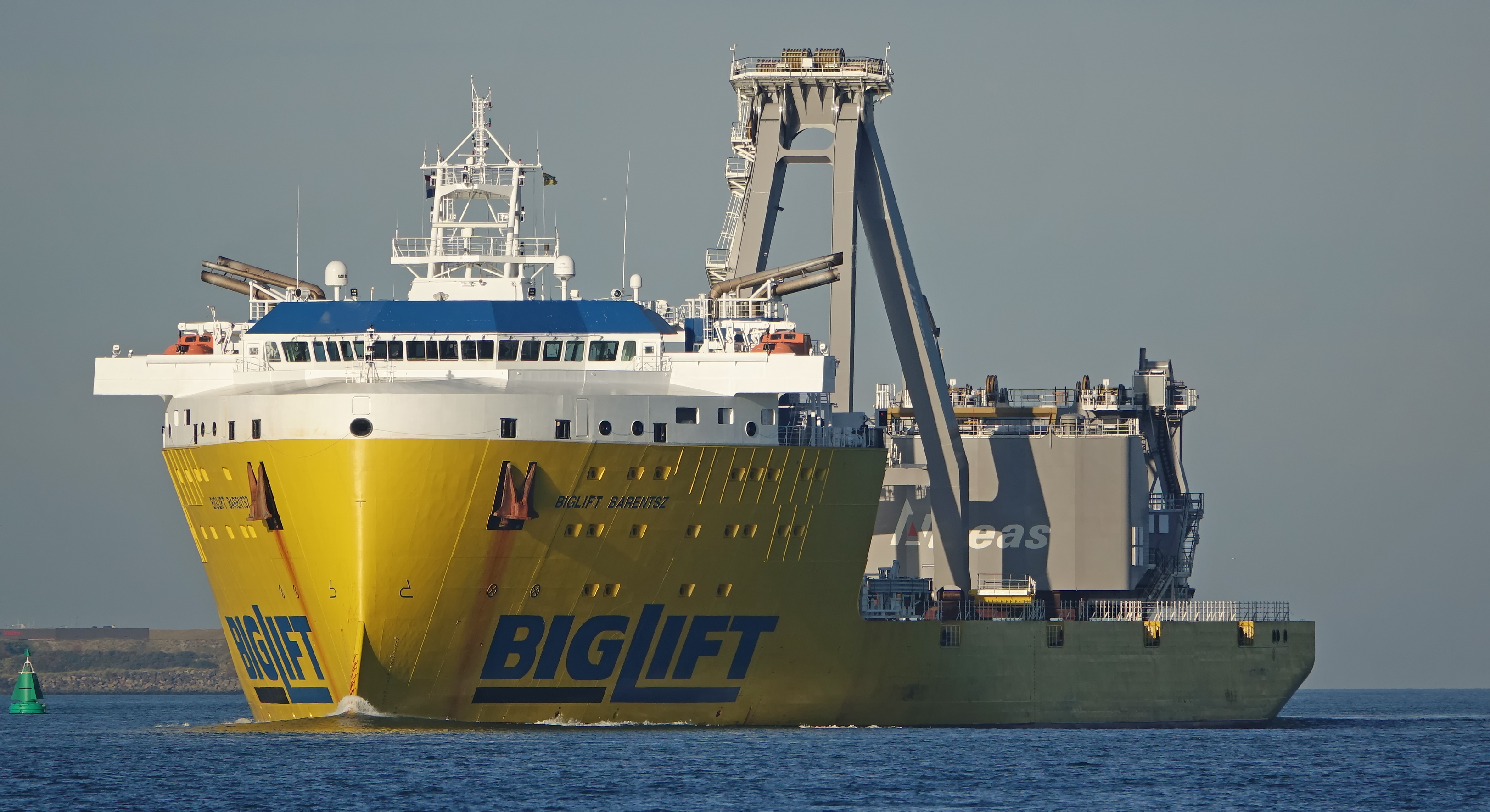
BigLift Barentsz
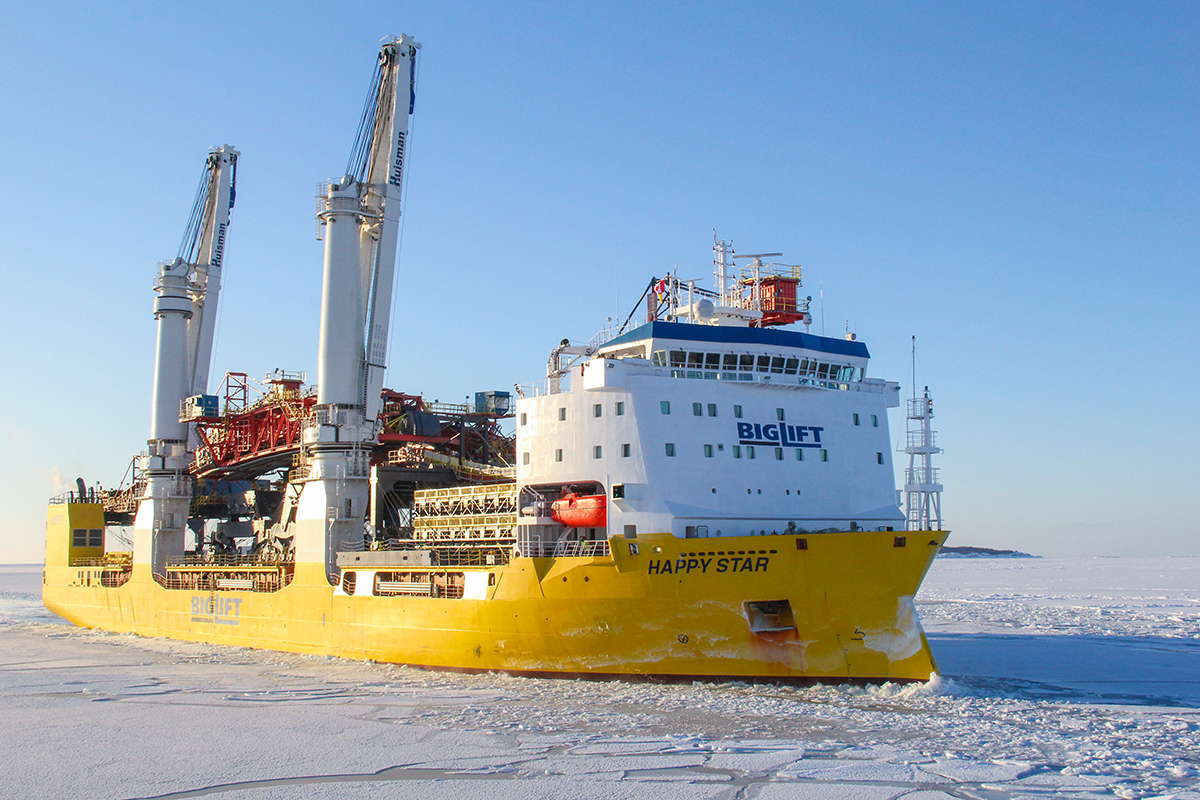
Happy Star
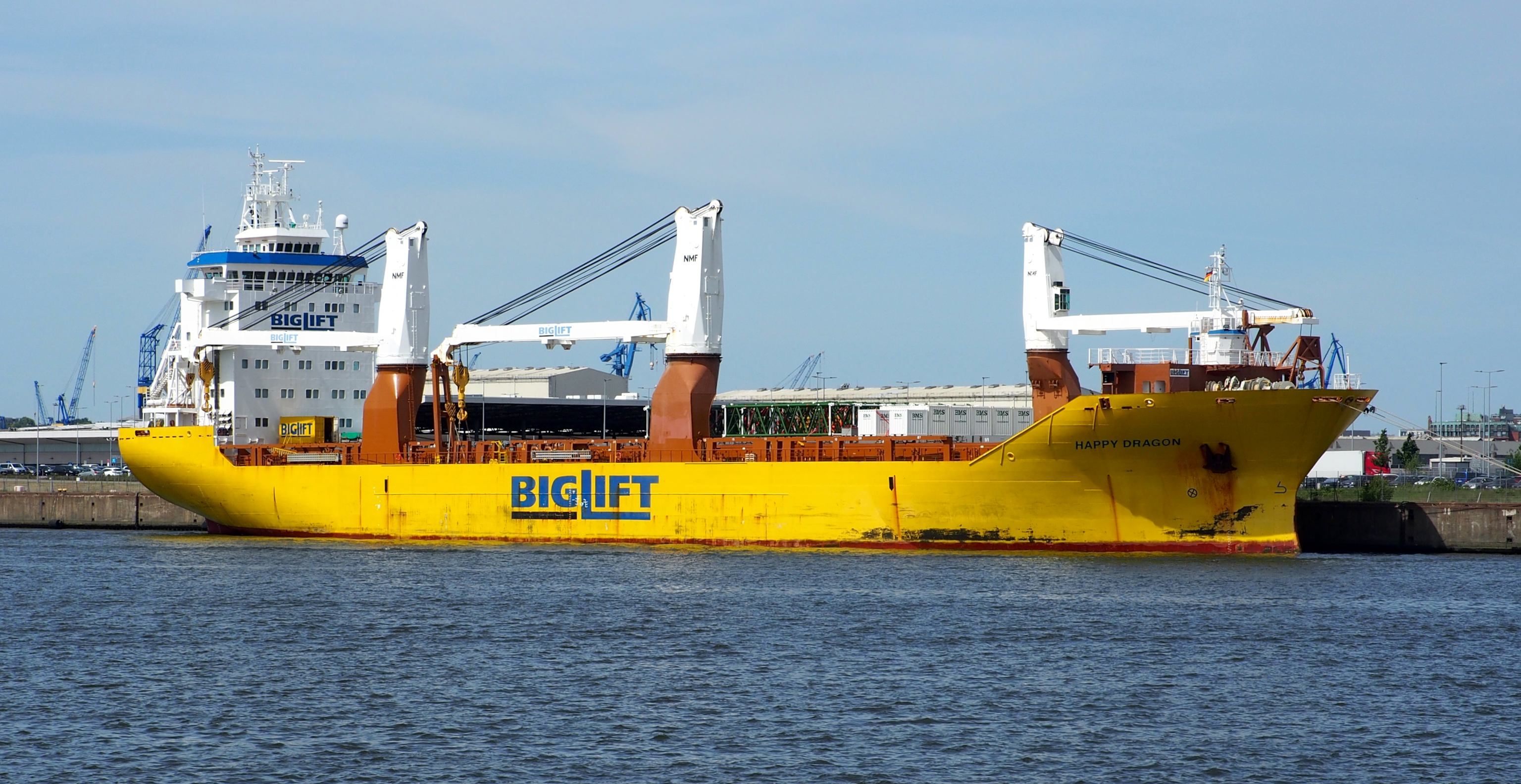
Happy Dragon

Het bedrijf heeft, naast het hoofdkantoor in Amsterdam, nog twaalf kantoren verdeeld over de verschillende continenten.